# Gambito Smith-Morra
No xadrez, o Gambito Smith–Morra (ou simplesmente Gambito Morra) é um gambito contra a Defesa Siciliana que se distingue pelos lances:
1. e4 c5
2. d4 cxd4
3. c3
As brancas sacrificam um peão para desenvolver rapidamente e criar chances de ataque. Em troca do peão do gambito, as brancas têm uma peça desenvolvida após 4. Cxc3 e um peão no centro, enquanto as pretas têm um peão extra e uma maioria de peões central. O plano para as brancas é direto e consiste em colocar seu bispo em c4 para atacar a casa f7, e controlar as colunas c e d com torres, aproveitando o fato de que as pretas dificilmente encontram um local adequado para colocar sua dama.
O Smith-Morra é incomum em jogos de grandes mestres, mas é popular em nível de clube.Não tem uma refutação definitiva.

## História
O Smith-Morra recebeu este nome em homenagem aos jogadores Pierre Morra (1900-1969) da França, e Ken Smith (1930–1999) do Dallas Chess Club. Na Europa, o nome Gambito Morra é o preferido; os outros nomes alternativos para o gambito, Gambito Tartakower e Gambito Matulovic, desapareceram.
Por volta de 1950, Morra publicou um livreto e vários artigos sobre o gambito, enquanto Smith escreveu um total de nove livros e quarenta e nove artigos. Quando Smith participou de um torneio internacional contra vários grandes grandes mestres em San Antonio em 1972, ele tentou o gambito por três vezes, contra Donald Byrne, Larry Evans e Henrique Mecking, mas perdeu em todas as ocasiões.
Muitos jogadores consideram a abertura amadora. O Mestre Internacional Marc Esserman é um de seus principais defensores hoje. Recentemente, em 2023, Hikaru Nakamura derrotou o campeão mundial Magnus Carlsen com ele.

## Visão geral das continuações
As pretas têm uma ampla escolha de defesas razoáveis após 1.e4 c5 2.d4 cxd4 3.c3. As brancas às vezes joga 2. Cf3 e 3.c3, que dependendo da resposta das pretas podem excluir certas linhas. 3. Dxd4 Cc6 4. Qe3 é o Abertura de Centro Siciliana, semelhante ao Abertura de Centro, 1.e4 e5 2.d4 exd4 3. Dxd4 Cc6 4. Qe3.

## Gambito Morra Aceito: 3...dxc3

### 4. Cxc3
- Linha principal clássica: 4. . . Cc6 5. Cf3 d6 6. Bc4 e6 7.0-0 Cf6 8. De2 Be7 9. Td1 e5 10.h3 ou 10. Be3
- Configuração Scheveningen: 4. . . Cc6 5. Cf3 d6 6. Bc4 e6 7.0-0 Cf6 (ou Be7) 8. De2 a6 9. Td1 Dc7 (provavelmente Da5 inferior) 10. Bf4 (10. Bg5) Be7
- Variação siberiana: 4. . . Cc6 5. Cf3 e6 6. Bc4 Cf6 e 7. . . Dc7, com a ideia sendo depois de 7.0-0 Dc7 8. De2 Cg4!, 9.h3?? perde para a famosa "Armadilha Siberiana" 9. . . Cd4!, ganhando a rainha. Se, em vez disso, as brancas jogarem 9. Rd1, impedindo 9. . . Cd4, as pretas podem continuar com 9. . . Bc5 com um jogo claramente melhor.
- Variações Cge7: 4. . . Cc6 (ou 4...e6) 5. Cf3 e6 6. Bc4 a6 (Cge7) 7.0-0 Cge7 (d6 8. De2 Cge7 9. Bg5 h6) 8. Bg5 f6 9. Be3
- 6...a6 Defesa: 4. . . Cc6 5. Cf3 d6 6. Bc4 a6 eventualmente 7. . . Bg4
- Fianqueto: 4...g6 (4. . . Cc6 5. Cf3 g6 permite 6.h4!?) 5. Cf3 Bg7 6. Bc4 Cc6
- Defesa de Chicago: 4...e6 5. Bc4 a6 6. Cf3 b5 7. Bb3 d6 8.0-0 e as Pretas jogam . . . Ra7 em algum momento
- Fianqueto inicial da ala da dama: 4...e6 5. Bc4 a6 6. Cf3 b5 7. Bb3 Bb7
- Defesa Finegold 4..d6 5. Cf3 e6 6. Bc4 Cf6 7. 0-0 Be7 8. De2 a6

### 4. Bc4
Esta linha é semelhante ao Gambito Dinamarquês: 4...cxb2 5. Bxb2

## Gambito Morra Recusado
- Variação Avançada: 3...d3
- Primeira transposição para o Alapin: 3. . . Cf6 4.e5 Cd5
- Segunda transposição para o Alapin: 3...d5 4.exd5 Dxd5 (Cf6) 5.cxd4

Este último tem má reputação, pois a casa c3 é livre para o cavalo. Ainda 5. . . Cf6 (5...e5; 5. . . Cc6 6. Cf3 e5) 6. Cf3 e6 7. Cc3 Dd6 provavelmente transpõe para uma linha principal do Alapin: 2.c3 d5 3.exd5 Dxd5 4.d4 e6 5. Cf3 Cf6 6. Bd3 Cc6 7.0-0 cxd4 8.cxd4 Be7 9. Cc3 Dd6.